# 颜愍楚
颜见远（？—619年），琅邪郡临沂县（今山东省临沂市）人，隋朝官员。

## 生平
颜愍楚在隋朝官至侍御史，后官至通事舍人。当时颜愍楚的哥哥颜思鲁和温大雅都在东宫任职，温大雅的弟弟温彥博与颜愍楚都在内史省任职，温彥博的弟弟温彦将和颜愍楚的弟弟颜游秦在秘书阁校勘书籍。温氏兄弟和颜氏兄弟，都是一时人物的人选。年轻时的学业，颜氏兄弟更好；之后的官职，温氏兄弟更好。颜愍楚后因为被贬官住在南阳郡，当时起兵反隋的朱粲将颜愍楚和著作佐郎陆从典延请做宾客。皇泰二年（619年），朱粲没有食物，就将颜愍楚和陆从典二人全家都吃了。

## 家庭

### 父亲
- 颜之推，隋朝太子文学

### 兄弟
- 颜思鲁，唐朝仪同、秦王记室
- 颜游秦，唐朝度支郎中、廉州刺史